# ماردسو (هملت)
ماردسو (به لاتین: Maredsous) یک روستا در بلژیک است که در انه واقع شده‌است.